# Twisted Sister
Twisted Sister var en amerikansk hårdrocksgrupp, bildad den 14 februari 1973 av bandets gitarrist Jay Jay French i New York, USA. Efter att sångaren Dee Snider gått med i bandet 1976 tog han över rollen som frontfigur. I övrigt har massvis av medlemmar kommit och gått i bandet, men de mest kända är Mark Mendoza, Eddie Ojeda och A.J. Pero.
Musiken de spelar är heavy metal med viss inspiration, främst imagemässigt, från glamrock och grupper som Kiss och New York Dolls. Namnet Twisted Sister grundar sig i att bandmedlemmarna i början klädde sig i kvinnokläder. De beskrev sig själva enligt mottot: Look like women, talk like men and play like motherfuckers. Många av gruppens sånger handlade om konflikter mellan föräldrar och barn, och kritik mot utbildningssystemet. 
Gruppen släppte sin första LP 1982, men det skulle dröja till 1984 innan gruppen verkligen slog igenom, med sångerna "I Wanna Rock" och "We're Not Gonna Take It", som fanns med på albumet Stay Hungry. Gruppen upplöstes år 1987 efter ett par mindre populära uppföljare till nämnda sånger, och efter att Dee Snider bestämt sig för att lägga av den 12 oktober 1987. Gruppen återförenades år 1997 för att åka på turné och har sedan dess genomfört flera mer eller mindre tillfälliga återföreningar. Den 20 mars 2015 avled A.J. Pero, april 2015 meddelade Twisted Sister att Mike Portnoy kommer att ersätta A.J. Pero.
Man meddelade också att 2016 kommer att bli sista året de turnerar.

## Medlemmar
Nuvarande medlemmar
- Jay Jay French – gitarr (1972–1988, 1997–1998, 2001, 2003–2016), sång (1975–1976)
- Eddie Ojeda – gitarr (1975–1988, 1997–1998, 2001, 2003–2016)
- Dee Snider – sång (1976–1988, 1997–1998, 2001, 2003–2016)
- Mark Mendoza – basgitarr (1979–1988, 1998, 2001, 2003–2016)

Tidigare medlemmar
- Kenneth Harrison-Neill – basgitarr (1973–1978)
- Mell "Starr" Anderson – trummor (1973–1975)
- Michael Valentine O'Neil – gitarr (1973–1975)
- Billy "Diamond" Stiger – sång (1973–1975)
- Kevin John Grace – trummor (1975–1976)
- Keith "Angel" Angelino – gitarr (1975)
- Frank "Rick Prince" Karuba – sång (1975)
- Tony Petri – trummor (1976–1980)
- Richie Teeter – trummor (1980–1981; död 2012)
- "Fast" Joey Brighton – trummor (1981–1982; död 2010)
- Walt Woodward III – trummor (1982; död 2010)
- A.J. Pero – trummor (1982–1986, 1997–1998, 2001, 2003–2015; död 2015)
- Joey "Seven" Franco – trummor (1987)

Turnerande medlemmar
- Mike Portnoy – trummor (2015–2016)
- Dan McCafferty – gitarr

## Diskografi
Studioalbum
- 1982 – Under the Blade
- 1983 – You Can't Stop Rock 'n' Roll
- 1984 – Stay Hungry
- 1985 – Come Out and Play
- 1987 – Love Is for Suckers
- 2004 – Still Hungry
- 2006 – A Twisted Christmas

Livealbum
- 1994 – Live at Hammersmith
- 2005 – Live at Wacken: The Reunion
- 2008 – Live at the Astoria
- 2011 – Live at the Marquee Club
- 2012 – A Twisted X-mas Live in Las Vegas

EP
- 1982 – Ruff Cutts
- 1983 – The Kids Are Back
- 1986 – You Want What We Got

Singlar
- 1979 – "I'll Never Grow Up, Now!" / "Under the Blade"
- 1980 – "Bad Boys (Of Rock N' Roll)" / "Lady's Boy"
- 1983 – "I Am (I'm Me)" / "Sin After Sin"
- 1983 – "The Kids Are Back" / "Shoot 'Em Down (Live)"
- 1983 – "You Can't Stop Rock 'n' Roll"
- 1984 – "I Wanna Rock" / "Burn in Hell"
- 1984 – "We're Not Gonna Take It" / "You Can't Stop Rock 'n Roll"
- 1985 – "Be Chrool to Your Scuel" / "Stay Hungry"
- 1985 – "King of the Fools (Edit)" / "Come Out and Play"
- 1985 – "Shoot 'em Down"
- 1985 – "The Price" / "S.M.F."
- 1985 – "You Want What We Got" / "Shoot 'Em Down"
- 1985 – "Leader of the Pack" / "I Wanna Rock"
- 1987 – "Hot Love" / "Tonight"
- 2001 – "Sin City"

Samlingsalbum
- 1992 – Big Hits and Nasty Cuts: The Best of Twisted Sister
- 1999 – Club Daze Volume 1: The Studio Sessions
- 1999 – We're Not Gonna Take It
- 2001 – Club Daze Volume 2: Live in the Bars
- 2001 – We're Not Gonna Take It & Other Hits
- 2002 – The Essentials
- 2005 – I Wanna Rock: The Ultimate Twisted Sister Collection
- 2005 – The Best Of Twisted Sisters